# Estação Novye Tcheriomuchki
Novye Tcheriomuchki (em russo:  Новые Черёмушки) é uma das estações da linha Kalujsko-Rijskaia (Linha 6) do Metro de Moscovo, na Rússia. Estação «Novye Tcheriomuchki» está localizada entre as estações «Kalujskaia» e «Profssoiuznaia».